# Castellum in Numidia
Castellum in Numidia (łac. Castellanus in Numidia, wł. Castello di Numidia) – stolica historycznej diecezji we Cesarstwie rzymskim w prowincji Numidia, współcześnie kojarzona z Henchir-Gastal w północnej Algierii. Obecnie katolickie biskupstwo tytularne.

## Biskupi tytularni
| Lp. | Biskup              | Funkcja                                                    | Od                  | Do                |
| --- | ------------------- | ---------------------------------------------------------- | ------------------- | ----------------- |
| 1   | Luigi Maffeo        | Biskup wojskowy (Włochy)                                   | 16 stycznia 1966    | 7 maja 1971       |
| 2   | Tamás Jung          | Administrator apostolski jugosłowiańskiego Banatu (Serbia) | 22 grudnia 1971     | 5 grudnia 1992    |
| 3   | Donato De Bonis     | Prałat Zakonu maltańskiego (Włochy)                        | 25 marca 1993       | 23 kwietnia 2001  |
| 4   | Peter Hla           | biskup pomocniczyTaunggyi (Mjanma)                         | 13 marca 2001       | 15 grudnia 2005   |
| 5   | Antonio Di Donna    | biskup pomocniczy Neapolu (Włochy)                         | 4 października 2007 | 18 września 2013  |
| 6   | Pedro Javier Torres | biskup pomocniczy Córdoby (Argentyna)                      | 16 listopada 2013   | 11 listopada 2022 |
| 7   | Anthony Narh Asare  | biskup pomocniczy Akry (Ghana)                             | 14 lutego 2023      |                   |